# Марсалья, Франческа
Франче́ска Марса́лья (итал. Francesca Marsaglia; род. 27 января 1990 года, Рим, Италия) — итальянская горнолыжница, участница зимних Олимпийских игр 2014 и 2022 годов и пяти чемпионатов мира.

## Спортивная биография
Заниматься горными лыжами Франческая Марсалья начала в раннем детстве, последовав примеру своих старших братьев. Первым тренером Франчески стал её отец — Андреа. Четырежды Марсалья принимала участие в чемпионатах мира среди юниоров и лучшим результатом на мировых молодёжных первенствах для неё стало 5-е место, завоёванное в скоростном спуске в 2009 году.

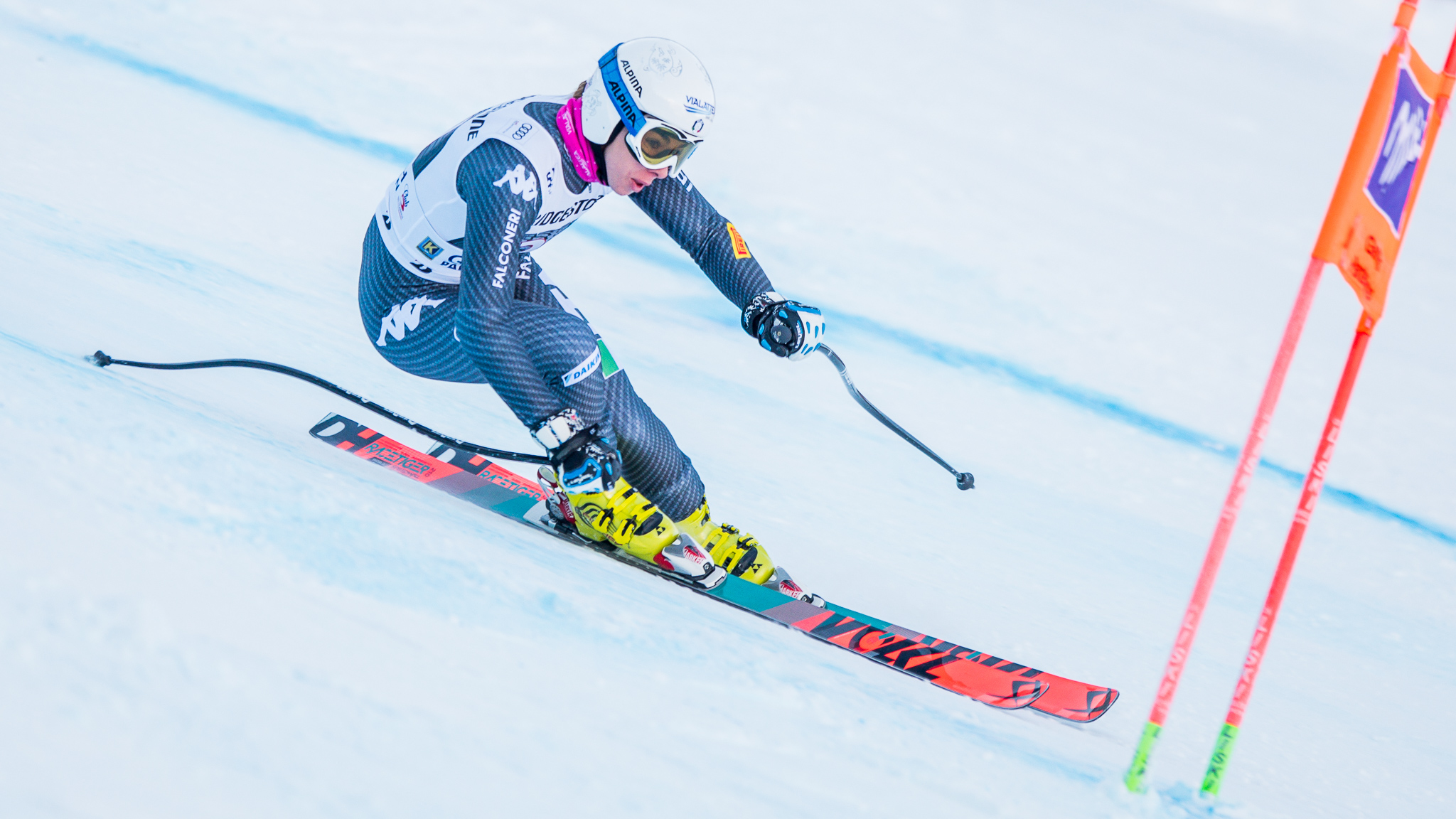
2017 год

На соревнованиях под эгидой FIS Франческа начала выступать в конце 2005 года. С февраля 2007 года итальянская горнолыжница стала выступать в Кубке Европы. За время выступлений в европейском Кубке на счету Франчески есть одна победа, завоёванная на этапе в швейцарском Санкт-Морице и высокое 6-е место в общем зачёте по итогам сезона 2009/2010. На этапах Кубка мира Марсалья впервые выступила 9 февраля 2008 года в итальянском городе Сестриере. В следующий раз в мировом Кубке молодая итальянка стартовала спустя год. Свои первые очки Марсалься набрала в 2010 году на этапе в канадском Лейк-Луисе, став 13-й в скоростном спуске. 15 декабря 2013 года на этапе в Санкт-Морице Франческа впервые попала в десятку сильнейших, став 9-й в гигантском слаломе. Несмотря на удачные выступления в Кубке мира, на счету итальянской спортсменки числится всего один старт в рамках первенств мира. В 2011 году Марсалья приняла участие в чемпионате мира в немецком Гармиш-Партенкирхене. Франческа выступила только в комбинации, но не смогла закончить второй вид программы.
В 2014 году Франческа Марсалья выступила на зимних Олимпийских играх в Сочи. Итальянская горнолыжница выступила в трёх дисциплинах. Наилучшего для себя результата Франческа добилась в гигантском слаломе, показав 16-й результат, при этом по результатам второй попытки Марсалья показала 4-е время. В суперкомбинации итальянская горнолыжница после скоростного спуска занимала высокое 9-е место, но она не смогла завершить дистанцию слалома. В супергиганте ей также не удалось финишировать.
На чемпионате мира 2019 года в шведском Оре была близка к медали в супергиганте: Марсалья на сокращённой трассе заняла седьмое место, но при этом уступила всего 0,24 сек чемпионке.
На Олимпийских играх 2022 года заняла 22-е место в супергиганте.
Всего за карьеру 26 раз попадала в 10-ку лучших на этапах Кубка мира, но только один раз поднималась на подиум — 7 декабря 2019 года в Канаде в скоростном спуске заняла третье место.
Завершила карьеру в 2022 году.

## Результаты

### Олимпийские игры
| Олимпийские игры | Скоростной спуск | Супергигант  | Гигантский слалом | Слалом       | Комбинация   | Команды      |
| ---------------- | ---------------- | ------------ | ----------------- | ------------ | ------------ | ------------ |
| 2014 Coчи        | —                | DNF          | 16                | —            | DNF SL       | н/д          |
| 2018 Пхёнчхан    | не выступала     | не выступала | не выступала      | не выступала | не выступала | не выступала |
| 2022 Пекин       | —                | 22           | —                 | —            | —            | —            |

### Чемпионат мира
| Чемпионат мира           | Скоростной спуск | Супергигант | Гигантский слалом | Слалом | Комбинация | Команды | Паралл. гигантский слалом |
| ------------------------ | ---------------- | ----------- | ----------------- | ------ | ---------- | ------- | ------------------------- |
| 2011 Гармиш-Партенкирхен | —                | —           | —                 | —      | DNF2       | —       | н/д                       |
| 2015 Вейл/Бивер-Крик     | —                | 18          | —                 | —      | 8          | —       | н/д                       |
| 2017 Санкт-Мориц         | —                | 17          | —                 | —      | —          | —       | н/д                       |
| 2019 Оре                 | 29               | 7           | DNF2              | —      | —          | —       | н/д                       |
| 2021 Кортина-д’Ампеццо   | 17               | 23          | —                 | —      | —          | —       | —                         |

### Кубки мира

#### Подиумы на этапах Кубка мира
| № | Сезон   | Дата           | Место     | Дисциплина       | Место |
| - | ------- | -------------- | --------- | ---------------- | ----- |
| 1 | 2019/20 | 7 декабря 2019 | Лейк Луиз | Скоростной спуск | 3     |

## Личная жизнь
- Есть два старших брата — Маттео (победитель этапа Кубка мира) и Эудженио, которые также являются профессиональными горнолыжниками.